# Gerald M. Friedman

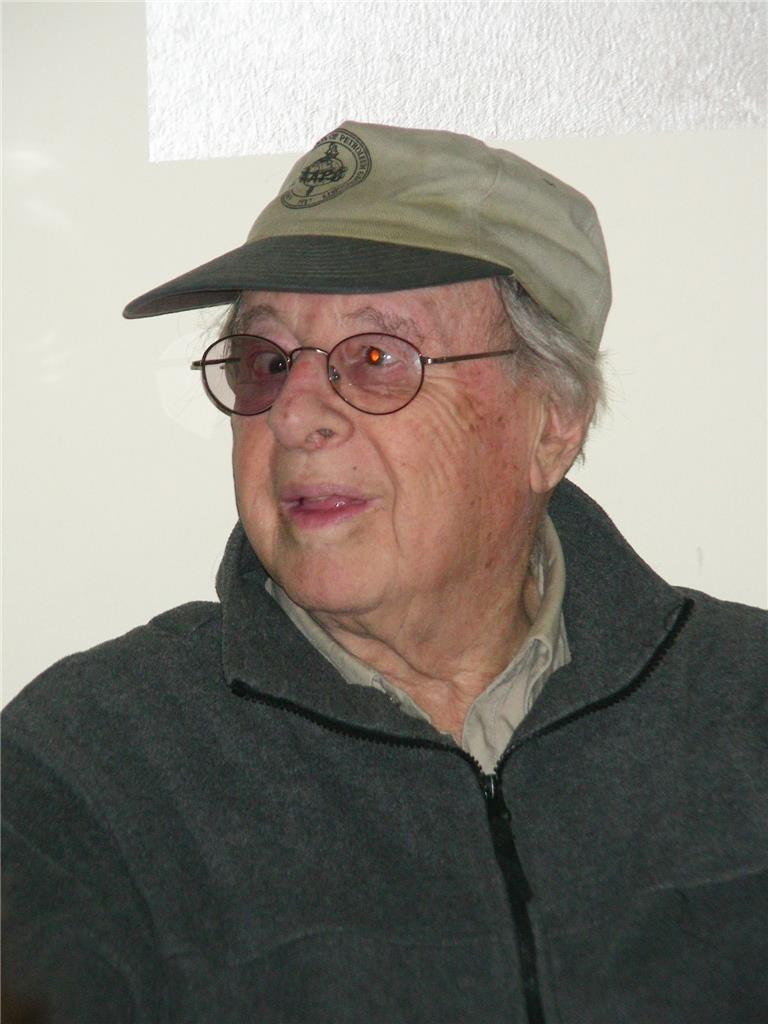
Gerald M. Friedman

Gerald Manfred Friedman (* 23. Juli 1921 in Berlin; † 29. November 2011 in New York City) war ein deutschamerikanischer Geologe mit Schwerpunkt Sedimentologie und Erdölgeologie.

## Leben
Friedman wuchs in Berlin auf, floh aber als Jude 1938 vor den Nationalsozialisten nach England, wo er die Universität London besuchte und im Jahr 1945 in Chemie und Geologie mit Bachelor abschloss. 1945 ging er in die USA und arbeitete drei Jahre als Chemiker bei J. Lyons sowie in der Pharmafirma Squibb. Ab 1949 studierte er Geologie an der Columbia University mit dem Master-Abschluss und der Promotion 1952. Er unterrichtete an der University of Cincinnati (zuletzt als Assistant Professor), ging aber 1954 nach Ontario zur Uran-Prospektion. Sein Konsortium wurde auch fündig, wurde aber, wie er selbst schrieb, von einem findigen Anwalt um den Millionenerlös betrogen. Ab 1956 war er Erdölgeologe für Amoco, wo er in den Appalachen und im kanadischen Schild arbeitete und zuletzt Leiter der Forschung in Sedimentologie in Tulsa (Oklahoma) war. Ab 1964 war er Professor am Rensselaer Polytechnic Institute, an dem er 1984 emeritiert wurde. Danach war er ab 1984 Professor an der City University of New York (Brooklyn College und Graduate Center), an der er 1988 Distinguished Professor wurde. 2004 wurde er dort emeritiert.

## Wirken
Friedman war einer der führenden Sedimentologen in den USA. Sein Lehrbuch der Sedimentologie von 1978 war ein Standardwerk. Neben Erdölgeologie befasste er sich auch mit Evaporiten, Umweltgeologie speziell von Flüssen und Geschichte der Geologie (speziell Sedimentologie).
Er arbeitete auch weiter als Erdölgeologe, unter anderem in Libyen, Kuwait, Algerien und Israel (u. a. Sinai-Halbinsel während der Besetzung 1967 bis 1973 als Gastwissenschaftler des Geological Survey of Israel). Er unternahm aktualgeologische Studien an Riffen im Mittleren Osten (Eilat) und den Bahamas und befasste sich mit Tektonik (u. a. Entstehung von Erdbeben bei Subduktion). Er war Mitglied der American Association for the Advancement of Science.
Er war Gründer und Direktor der Northeastern Science Foundation in Troy (New York), die geologische Symposia veranstalteten und Zeitschriften herausgaben (Northeastern Geology, Carbonates and Evaporites, Environmental Science). Friedman war 1964 bis 1970 Herausgeber des Journal of Sedimentary Petrology.

## Auszeichnungen und Ehrungen
Friedman gewann 1997 die William H. Twenhofel Medal und 1993 den John T. Galey Memorial Award und 2000 den Sidney Powers Memorial Award der American Association of Petroleum Geologists. Er war Ehrendoktor der Universität Heidelberg. 1974/75 war er Präsident der Society of Sedimentary Geology und 1982 bis 1986 der American Association of Petroleum Geologists.

## Privates
Friedman war seit 1948 mit Sue Theilheimer (Sue Tyler Friedman) verheiratet, einer jüdischen Krankenschwester, die auch aus Deutschland geflohen war und sich später mit Geologie befasste, und hatte fünf Töchter. Die Sue Tyler Friedman Medal der Geological Society of London für Geologiegeschichte ist nach ihr benannt.

## Schriften
- mit John E. Sanders: Principles of Sedimentology, Wiley 1978